# Nothing's Carved In Stone
Nothing's Carved In Stone（ナッシングス カーヴド イン ストーン、英略：NCIS）は、日本のロックバンド。略称は「ナッシングス」など。

## 概要
2008年、ELLEGARDENのギタリスト生形真一が自身のバンド活動休止を契機に「新しいバンドを組みたい」「どうせなら本当に一緒にやりたいメンバーとバンドを組みたい」との想いから、現ストレイテナーのベーシスト日向秀和に声をかけたのが結成のきっかけ。リハ終わりでカフェに呼び出された日向はそれを二つ返事で了承。話の中でドラマー候補に話が及ぶとこれも二つ返事で「いる」と伝え、後日スタジオで初顔合わせ・セッションに至ったのがFULLARMORで活動を共にしていたドラマー大喜多崇規。3人体制で曲作りやセッションに臨むも、半年ほどはボーカリスト不在のままだった。。依然ボーカリスト不在の状態が続いていたある日、生形がMySpaceでABSTRACT MASHの村松拓の声に惹かれ、大喜多と共にライブへ足を運ぶ。その日初めて観た彼のライヴ・パフォーマンスに惚れ込み、当日出待ちで挨拶を交わし後に本格的に交渉。晴れて4人編成での活動が始まった。。
2009年に1st Album『PARALLEL LIVES』をリリースし、その後毎年コンスタントにフルアルバムを発表＆各地ツアーを敢行。
2018年、結成10周年を記念した初の日本武道館公演を開催（SOLD OUT）。
2019年、自身のレーべル「Silver Sun Records」を設立。
2023年、結成15周年を迎え、9月より対バンツアー"15th Anniversary Tour 〜Hand In Hand〜"を開催。
2024年2月2日、Warner Music Japanとタッグを組みDigital Single「Dear Future」をリリース。2月24日には、10周年以来となる2度目の日本武道館公演 "15th Anniversary Live at BUDOKAN"を開催。

## メンバー
- 村松拓（むらまつ たく）
Vocal & Guitar。ABSTRACT MASH。愛称：タク、たっきゅん
- 生形真一（うぶかた しんいち）
Guitar & Chorus。ELLEGARDEN。愛称：ウブ
- 日向秀和（ひなた ひでかず）
Bass。ストレイテナー、FULLARMOR、killing Boy、元ART-SCHOOL、元ZAZEN BOYS。愛称：ひなっち
- 大喜多崇規（おおきた たかのり）
Drums。FULLARMOR。元ズボンズ、愛称：オニィ

## 来歴

### 2009年
- 1月12日午前零時、生形が自身のブログで「Nothing's Carved In Stone これが俺達が新しく始めるバンドの名前です。」とバンドの始動を発表[3]。
- 5月6日、1stフルアルバム『PARALLEL LIVES』をリリースし、5月29日からは初の全国ツアー「PARALLEL LIVES TOUR」をスタート。
- 7月、ワンマンツアー「POLYPOID TOUR」を実施。
- 7月末から8月にかけて、「ROCK IN JAPAN FESTIVAL」、「SUMMER SONIC」などの大型ロック・フェスティバルに精力的に参加。
- 12月9日、1stシングル「Around The Clock」とライブDVD「Initial Lives」を同時リリース。同日、バンドが参加したTHE YELLOW MONKEYの結成20周年記念トリビュートアルバム「THIS IS FOR YOU〜THE YELLOW MONKEY TRIBUTE ALBUM」リリース。
- 12月23日から年明け1月30日にかけて、ワンマンツアー「Rigid Clocks Tour ―ワンマン―」を開催

### 2010年
- 6月9日、2ndアルバム『Sands of Time』をリリース。
- 7月10日から8月17日まで全国ツアー「Sands of Time Tour」を開催。

### 2011年
- 6月8日、3rdアルバム『echo』をリリース。
- 6月18日から9月3日にかけて、全国ツアー「Tour echo」を開催。

### 2012年
- EPICレコードジャパンに移籍[4]。8月15日にメジャーデビューとなる4thアルバム『Silver Sun』をリリース。
- 8月21日から10月6日まで、全国ツアー「Silver Sun Tour」を開催。

### 2013年
- 3月6日発売のシングル「Out of Control」が、1月から放送のフジテレビ系「ノイタミナ」アニメ「PSYCHO-PASS サイコパス」第2クールのオープニングテーマに採用される。
- 6月26日、5thアルバム『REVOLT』リリース。
- 7月25日から9月20日まで、全国ツアー「Tour REVOLT」を開催。

### 2014年
- 8月6日、6thアルバム『Strangers In Heaven』をリリース。オリコンアルバム・ウィークリーチャート10位を記録。
- 8月20日から10月25日まで、全国ツアー「Strangers In Heaven」を開催。
- 12月1日、Superflyの対バンツアー「JFL presents LIVE FOR THE NEXT」にゲストアーティストとして出演。

### 2015年
- 1月14日、シングル「Gravity」をライブDVD/Blu-ray「No Longer Strangers」と同時リリース[注 1]。「LIVE Gravity」を新木場STUDIO COAST、福岡DRUM LOGOSにて開催。
- 3月10日、4月8日、5月14日に東京・渋谷CLUB QUATTROにて、それまでに発表した6枚のアルバムを3公演にわたって全曲披露するというコンセプトライブ「Monthly Live at QUATTRO」を敢行[注 2]。
- 8月19日、バンド初となるライブアルバム「円環 -ENCORE-」をリリース[注 3]。
- 9月16日、7thアルバム「MAZE」リリース。
- 10月8日から24日まで、ワンマンツアー「Nothing's Carved In Stone MAZE×MAZE TOUR」開催。
- 11月6日、LIVE ALBUM再現ライブ「円環 -ENCORE-」開催[注 4]。

### 2016年
- 2月から4月にかけて対バンツアー「Hand In Hand Tour 2016」を開催。
- 4月6日、シングル「In Future」と7thアルバム『MAZE』のアナログ盤（LP）をリリース。
- 5月15日、東京・日比谷野外大音楽堂にて単独公演「Nothing's Carved In Stone Live at 野音」を開催。同年9月28日にライブの模様を収録したDVD・Bru-rayをリリース。
- 11月2日、シングル「Adventures」をリリース。
- 12月14日、8thアルバム「Existence」をリリース。

### 2017年
- 1月15日から4月1日まで、全国ツアー「Existence Tour」を開催。
- 5月21日、昨年に引き続き東京・日比谷野外音楽堂にて単独公演「Nothing's Carved In Stone Live at 野音」を開催。

### 2018年
- 2月8日、9thアルバム「Mirror Ocean」をリリース。
- 3月8日から5月22日まで、全国ツアー「Mirror Ocean Tour」を開催。また、3月14日にはLive DVD・Blu-ray「Live on Nobember 15th 2017 at TOYOSU PIT」をリリース。
- 10月7日、日本武道館にてバンド結成10周年記念公演「Nothing's Carved In Stone 10th Anniversary Live at BUDOKAN」を開催。ソールドアウトの中、圧巻のライブを披露する。
- 10月、契約満了により結成時より在籍していたGROWING UPから独立し、自主レーベルSilver Sun Recordsを立ち上げ。

### 2019年
- 2月27日、DVD・Bru-ray「Nothing's Carved In Stone 10th Anniversary Live at BUDOKAN」をリリース。同日、豊洲PITにて、SPECIAL ONE-MAN LIVE“BEGINNING”を開催。ベストアルバム「2008-2018」をリリース。
- 5月29日、Silver Sun Recordsにて、新たな幕開けとなる、シングル「Beginning」をリリース。対バン＆ワンマンを交えた全国ツアー"By Your Side Tour 2019-20"を敢行。
- 9月25日、10thアルバム「By Your Side」をリリース。

### 2020年
- 2月 4日、DVD/Blu-ray「Live at 野音 2019 ～Tour Beginning～」をリリース。※通販＆ライブ会場限定
- 2月27日、SPECIAL ONE-MAN LIVE "BEGINNING 2020" コロナウイルス感染拡大の影響のため延期（→2020年5月7日）その後、再延期（→2021年2月27日）
- 3月27日、自身初となるデジタルシングル「NEW HORIZON」を配信リリース。
- 4月28日、DVD/Blu-ray「By My Side」をリリース。※通販＆ライブ会場限定
- 6月12日、デジタルシングル「Dream In The Dark」を配信リリース。
- 6月27日、配信LIVE「Nothing's Carved In Stone Studio Live "Navigator"」 を開催。（レコーディングスタジオより生配信）
- 8月26日、自身初のセルフカバーアルバム「Futures」をリリース。台湾・韓国からもCDリリースが決定し、他海外でも配信リリース。
- 9月19日、配信LIVE「Nothing’s Carved In Stone Studio Live "Futures"」を開催予定。（レコーディングスタジオより配信）

## ディスコグラフィ

### 配信限定シングル
| 発売日         | タイトル          | 収録アルバム |
| -------------- | ----------------- | ------------ |
| 2020年3月27日  | NEW HORIZON       | Futures      |
| 2020年6月14日  | Dream in the Dark | Futures      |
| 2021年1月1日   | Bloom in the Rain | ANSWER       |
| 2021年3月17日  | Wonderer          | ANSWER       |
| 2021年9月8日   | Beautiful Life    | ANSWER       |
| 2021年11月16日 | Deeper,Deeper     | ANSWER       |
| 2021年12月1日  | Walk              | ANSWER       |
| 2022年3月30日  | Fuel              | 未収録       |
| 2024年2月2日   | Dear Future       | 未収録       |

### 先行配信シングル
| 発売日        | タイトル   | 収録アルバム |
| ------------- | ---------- | ------------ |
| 2015年9月9日  | MAZE       | MAZE         |
| 2019年8月30日 | Who Is     | By Your Side |
| 2019年9月11日 | Blow It Up | By Your Side |
| 2019年9月25日 | One Thing  | By Your Side |
| 2019年9月25日 | Beginning  | By Your Side |
| 2020年1月29日 | Alive      | By Your Side |
| 2020年8月6日  | Rendaman   | Futures      |
| 2020年8月25日 | Isolation  | Futures      |

### 映像作品
| 枚  | 発売日         | タイトル                                                       | 規格品番       | 規格品番       | 最高位   |
| 枚  | 発売日         | タイトル                                                       | Blu-ray        | DVD            | 最高位   |
| --- | -------------- | -------------------------------------------------------------- | -------------- | -------------- | -------- |
| 1st | 2009年12月9日  | Initial Lives                                                  |                | ZEDY-3009      | 37位     |
| 2nd | 2010年12月22日 | Time of Justice                                                | GUDY-3001      | 79位           |          |
| 3rd | 2013年1月30日  | A Silver Film                                                  | ESXL-25        | ESBL-2335      | 28位     |
| 4th | 2015年1月14日  | No Longer Strangers                                            | ESXL-53        | ESBL-2385      | 15位     |
| 5th | 2016年9月28日  | Nothing's Carved In Stone Live at 野音                         | GUDY-3004      | GUDY-3002～3   | 18位     |
| 6th | 2018年3月14日  | Live on November 15th 2017 at TOYOSU PIT                       | GUDY-3006      | GUDY-3005      | 25位     |
| 7th | 2019年2月27日  | 10th Anniversary Live at BUDOKAN                               | SSRV-3003/3004 | SSRV-3001/3002 | 11位     |
| 8th | 2020年2月4日   | Nothing’s Carved In Stone Live at 野音 2019 ～Tour Beginning～ | SSRV-3007/3008 | SSRV-3005/3006 | 通販限定 |
| 9th | 2020年4月28日  | By My Side                                                     | SSRV-3011/3012 | SSRV-3009/3010 | 通販限定 |
|     | 2024年予定     | 15th Anniversary "Live at BUDOKAN"                             |                |                |          |

### バンドスコア
1. PARALLEL LIVES（2009年05月06日）
2. Sand of TIme（2010年09月4日）
3. echo（2011年09月26日）
4. Silver Sun（2012年09月18日）
5. REVOLT（2013年08月17日）
6. Strangers in Heaven（2014年10月30日）
7. MAZE（2015年12月28日）
8. Existence（2017年5月22日）
9. Mirror Ocean（2018年4月28日）

## 動画

### ライブ映像
| 公開年 | 監督    | タイトル                                                                 |
| ------ | ------- | ------------------------------------------------------------------------ |
| 2010年 | Strovox | Rendaman from DVD「Time of Justice」                                     |
| 2015年 | Strovox | Idols from「No Longer Strangers」                                        |
| 2015年 | Strovox | Crying Skull from「Strangers In Heaven Tour ” 2014.10.24 at Zepp TOKYO」 |
| 2015年 | Strovox | Gravity（Live At STUDIO COAST 2015.01.15）                               |
| 2015年 | Strovox | Brotherhood from「円環 -ENCORE-」                                        |
| 2015年 | Strovox | Out of Control from「円環 -ENCORE-」                                     |
| 2015年 | Strovox | November 15th from「Monthly Live at QUATTRO Vol.1 "衝動" 2015.03.10)」   |
| 2019年 |         | Out of Control from「10th Anniversary Live at BUDOKAN」                  |

## タイアップ一覧
| 使用年 | 曲名               | タイアップ                                                                          |
| ------ | ------------------ | ----------------------------------------------------------------------------------- |
| 2012年 | Inside Out         | アニメ映画『ドラゴンエイジ -ブラッドメイジの聖戦-』挿入歌                           |
| 2012年 | Pride              | NHK BSプレミアムアニメ『キングダム』（第1シリーズ）オープニングテーマ               |
| 2012年 | Pride              | 北海道テレビ『夢チカ18』2012年8月度オープニングテーマ                               |
| 2012年 | Spirit Inspiration | 毎日放送・TBS系アニメ『絶園のテンペスト』前期オープニングテーマ                     |
| 2012年 | Spirit Inspiration | テレビ東京系『ロック兄弟』2012年11月度オープニングテーマ                            |
| 2013年 | Out of Control     | フジテレビ系"ノイタミナ"アニメ『PSYCHO-PASS サイコパス』第2クールオープニングテーマ |
| 2015年 | YOUTH City         | 全国音楽情報TV『MUSIC B.B.』2015年9月度オープニングレコメンド                       |
| 2016年 | In Future          | 北海道テレビ『夢チカ18』2016年4月度オープニングテーマ                               |
| 2019年 | Beginning          | TBS系『王様のブランチ』2019年6月度エンディングテーマ                                |
| 2020年 | Dream in the Dark  | NBCテレビ『MUSIC WOLF TV』2020年7月度オープニング曲                                 |
| 2022年 | Fuel               | テレビ朝日系『ワールドプロレスリング』2022年4・5月度ファイティング・ミュージック    |
| 2024年 | Freedom            | スポーツデポ・アルペン「ゴールデンウィークセール」CMソング                          |

## メディア

### ラジオ
- ZIP-FM 毎週木曜 24:00 - 25:00 「FIND OUT」DJ：村松 拓
- InterFM 毎週土曜 23:00 - 24:00 「Only In Radio DJ：生形 真一

### ミュージックビデオ
- LOW IQ 01「Thorn in My Side」(2019年)